# Polycentropus australis
Polycentropus australis là một loài Trichoptera trong họ Polycentropodidae. Chúng phân bố ở miền Australasia.